# Дуберті Араос
Дуберті Араос (ісп. Duberto Aráoz; 21 грудня 1920) — болівійський футболіст, що грав на позиції півзахисника за клуб «Літораль», а також національну збірну Болівії.

## Клубна кар'єра
У футболі дебютував 1946 року виступами за команду «Літораль», кольори якої і захищав протягом усієї своєї кар'єри гравця. 

## Виступи за збірну
1947 року дебютував в офіційних матчах у складі національної збірної Болівії. Протягом кар'єри у національній команді, яка тривала 4 роки, провів у її формі 8 матчів.
У складі збірної був учасником Чемпіонату Південної Америки 1947 року в Еквадорі, де зіграв в шести поєдинках, відзначившись одним голом. 
Був присутній в заявці збірної на чемпіонаті світу 1950 року у Бразилії, але на поле не виходив.